# 続・社長千一夜
『続・社長千一夜』（ぞく しゃちょうせんいちや）は、1967年6月3日に東宝系で公開された日本映画。カラー。シネマスコープ。88分。

## 概要
『社長シリーズ』第27作。
本作をもって、第1作『へそくり社長』以来レギュラー（『サラリーマン忠臣蔵』正続は除く）を務めた三木のり平と、『社長洋行記』以来レギュラーを務めたフランキー堺がシリーズを離れる。
なお、前作『社長千一夜』と本作の間は5ヶ月離れているが、正続編がこれほど離れているのは珍しい。

## スタッフ
- 製作：藤本真澄
- 脚本：笠原良三
- 監督：松林宗恵
- 撮影：長谷川清
- 照明：石井長四郎
- 美術：村木忍
- 録音：矢野口文雄
- 音楽：宅孝二
- 編集：岩下広一
- 助監督：石田勝心
- スチール：吉崎松雄

## 出演者
- 庄司啓太郎：森繁久彌
- 庄司邦子：久慈あさみ
- 庄司正男：平田郁人
- 金井鉄之介：加東大介
- 木村信吾：小林桂樹
- 木村澄江：司葉子
- 木村松子：英百合子
- 木村浩：加藤源太郎
- 飛田弁造：三木のり平
- ペケロ・ドス・荒木：フランキー堺
- 荒木はるみ（ペケロの妻）：藤あきみ
- 小川次郎：黒沢年男
- 鈴子：新珠三千代
- 大野由紀子：原恵子
- 和歌代：草笛光子
- はる子（庄司家のお手伝い）：浦山珠実
- 「西の家」の女中：佐渡絹代
- 観光事業関係者：土屋詩朗、勝本圭一郎、手塚勝巳
- 体育の先生：桐野洋雄
- パパ：宮田洋容、坂本晴哉
- 女事務員：那須ますみ
- 奈良丸姐さん：赤木春恵
- 「マウント富士ホテル」の支配人：石田茂樹
- 管理人：木浦スミエ
- ボーイ：勝部義夫、井上大助

## 同時上映
『上意討ち 拝領妻始末』
- 原作：滝口康彦／脚本：橋本忍／監督：小林正樹／主演：三船敏郎／東宝・三船プロ作品